# Geurschub

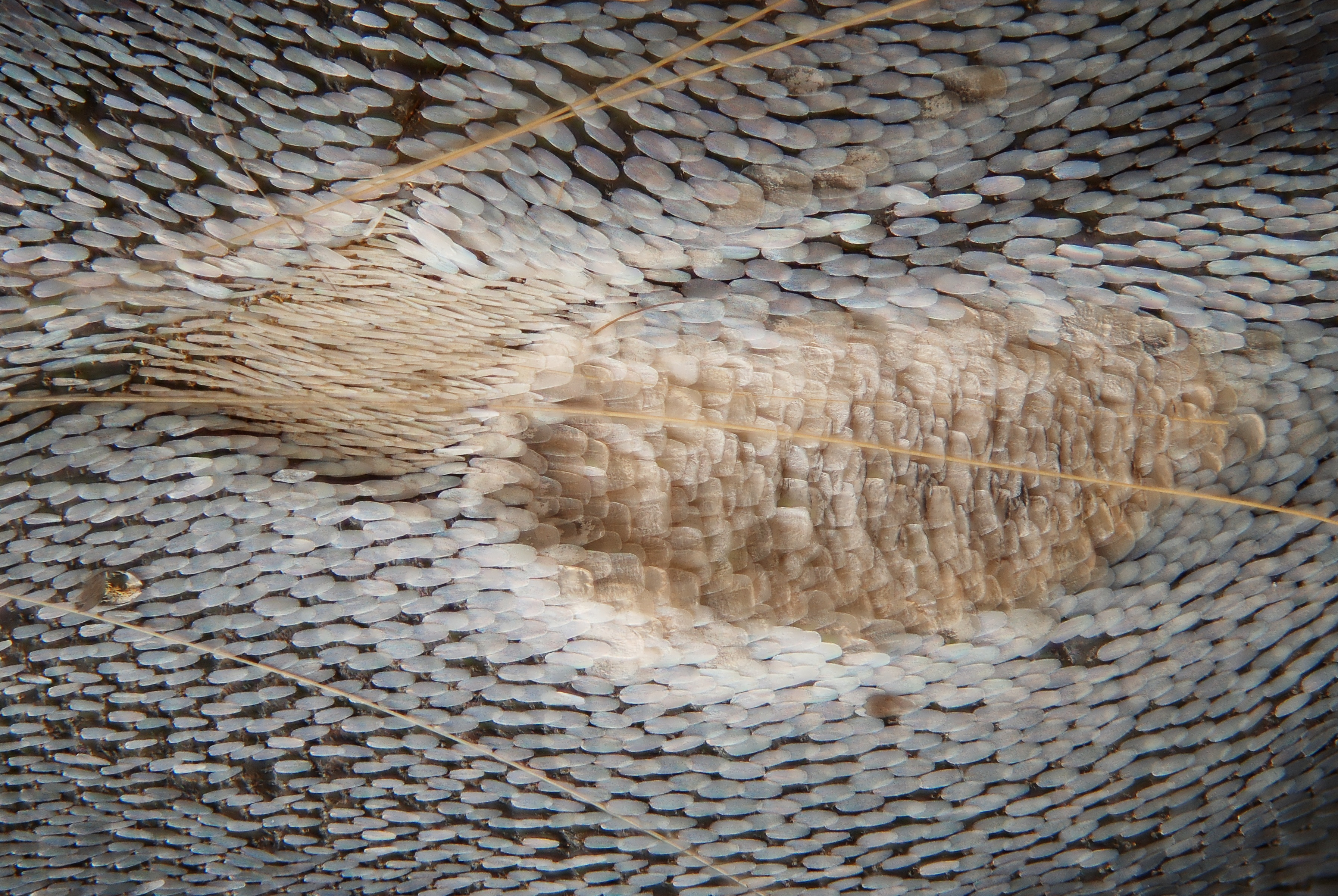
Geurschubben op de vleugel van Bicyclus anynana

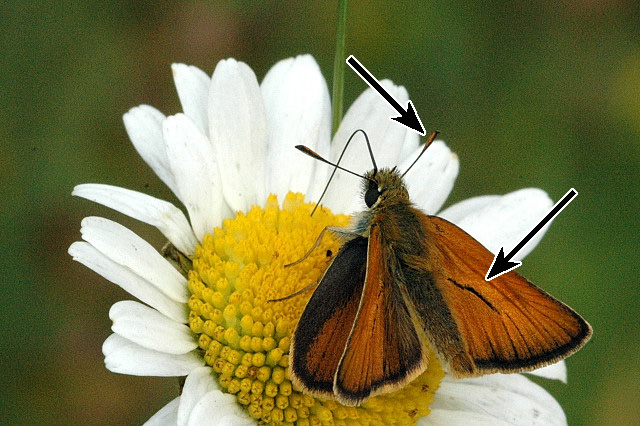
De plaatsing van de geurschubben bij het mannetje is een van de kenmerken die het geelsprietdikkopje onderscheidt van het zwartsprietdikkopje.

Een geurschub of androconium (meervoud androconia) is een speciaal soort schubben bij vlinders, dat feromonen afscheidt.
De androconia liggen meestal in groepjes op de vleugel en wijken in vorm af van de overige schubben. Ze zijn daardoor waarneembaar als veelal donkere vlekken of strepen op de vleugel. De geurschubben hebben vaak uitsteeksels of andere oneffenheden om de geurafgevend oppervlakte te vergroten. Ook staafvormige geurschubben, gelijkend op haartjes, komen voor. Ze zijn met name te vinden bij mannelijke exemplaren. Soms zijn ze verborgen in een vouw van de vleugel. Het feromoon bevindt zich in een zakje aan de basis van de schub en wordt in de loop der tijd afgescheiden. Het mannetje verleidt daarmee het vrouwtje tot paring. Het vrouwtje kan aan de intensiteit van het feromoon de leeftijd en paringsgeschiktheid van het mannetje afmeten.
Het mannetje voert een geurbalts met behulp van de geurschubben uit door ritmisch de voorranden van de vleugels te openen en te sluiten waarbij de achterranden gesloten blijven. Hierdoor ontstaat een luchtstroom die afwisselend naar voren en achteren gericht is waarbij bij het openen de lucht tussen de voorvleugels van het mannetje weggezogen wordt en bij het weer sluiten in de richting van het vrouwtje gestuwd wordt die met naar sprieten de feromonen ruikt en deze uitstrekt naar het mannetje toe. Het vrouwtje zal dan het mannetje benaderen en de sprieten tussen de vleugels van het mannetje brengen en de paring kan een aanvang nemen.
De term androconia wordt soms ook gebruikt voor geurafscheidende schubben bij vrouwtjes rond bijvoorbeeld de genitaalopening